# 姚庆栋
姚庆栋（1932年—），男，浙江瑞安人，中国通信与电子系统专家，曾任浙江大学教授、博士生导师。